# Ács Károly (költő)
Ács Károly (eredeti neve: Kovács Károly) (Szabadka, 1928. szeptember 8. – Köln, 2007. július 3.) Híd-díjas magyar költő, műfordító, szerkesztő.

## Életpályája
Szülei Kovács Károly és Propszt Erzsébet voltak. Általános iskolai tanulmányait a szülővárosában végezte 1935–1938 között. Középiskolai tanulmányait is itt végezte 1939–1947 között. Egyetemi tanulmányait a Belgrádi Egyetemen végezte 1947–1953 között, ahol jogot tanult. 1948–1950 között a Jugoszláv Rádiónál volt szerkesztő, fordító. 1951–1995 között Újvidéken élt. 1951-től a Magyar Szó délvidéki napilap munkatársa, majd a külpolitikai rovat szerkesztője volt. A Híd főszerkesztője 1965-1975 között, majd az újvidéki Forum Könyvkiadó szerkesztője lett, ahonnan 1992-ben nyugdíjba vonult. Kölnben élt 1995-től haláláig.

## Munkássága
Összes verseinek gyűjteménye 1988-ban jelent meg. Munkásságát számos rangos elismeréssel, egyebek között Híd Irodalmi Díjjal jutalmazták: 1960-ban Csönd helyett vers, 1983-ban pedig A közbülső világban című verseskötetéért érdemelte ki a díjat.  Szerbhorvát, szlovén, macedón, orosz, német és angol nyelvből fordított.

## Művei
- Kéz a kilincsen (versek, 1953)
- Csönd helyett vers (versek, 1952-1959)
- Napjaink éneke (1965-1967)
- Menetrend dicsérete (1968)
- El nem taposható csillagok, Forradalmi költészetünk 1937-1977 (1977)
- Ár ellen. Mártír hidasok 1941-1945 (1981)
- A közbülső világban (1983)
- Ács Károly összes versei (1988)
- Ráklépésben. Ötven év születésnapi versei (1995)
- Az anyag panaszai. Régi és új versek; Szabadegyetem, Szabadka, 1999 (Életjel könyvek)
- Megszólítások. Versek 1999-2003; Logos, Tóthfalu, 2004

## Műfordításai
- D. Ćosić: Gyökerek (1956)
- V. Kaleb: Áldott por (1958)
- A. Isaković: Nagy gyerekek (1959)
- M. Bulatović: Égre szállt a vörös kakas (1963)
- O. Župančič: Cicibán (1965)
- M. Krleža: Versek - emlékiratok (1965)
- D. Kiš: Kert, hamu (1967)
- O. Bihalji-Merin: Huszadik századi művészportrék (1969)
- B. Ćosić: Családom szerepe a világforradalomban (1970)
- D. Kiš: Korai bánat gyermekek és érzékenyek számára (1971)
- M. Crnjanski: London regénye (1975)
- Ének füstje, füst éneke (1976)
- Kiásott kard (1985)
- V. Popa: A kis doboz (1987)
- G. Janjušević: Messzi föld (1988)
- M. Crnjanski: Ithaka (1993)